# 洪熙官之少林五祖
《洪熙官之新少林五祖》 是1994年香港電影，李连杰、謝苗、邱淑貞及葉德嫻領銜主演；並由陳松勇、劉松仁及豬哥亮聯合主演，楊登魁任出品人，王晶為導演，元奎為動作導演。

## 劇情
清代康熙年間，少林俗家弟子洪熙官（李連杰飾）被朝廷追緝，卻發現同門馬寧兒（計春華飾）成為朝廷走狗，出賣少林寺致使熙官全家被殺，洪熙官殺了馬寧兒後，熙官帶著兒子洪文定（謝苗飾）浪跡天涯。
八年後少林寺方丈至善禪師獲一藏寶圖，可用以對抗清廷。為防清廷搶奪，把藏寶圖分開刺在馬超興、胡德帝、蔡德忠、李式開、方大洪等年幼的少林五祖背上，又密函知會洪熙官護送五祖往尋天地會陳近南（劉松仁飾）。而後洪熙官父子被大財主馬大善（陳松勇飾）所收留當作保鑣同時也遇到靠詐騙為生的紅豆母女。
但另一方面，少林五祖因此被朝廷盯上追殺。沒想到殺手竟是馬寧兒，原來馬寧兒當初沒死，還被西域妖僧-客巴所救，朝廷派人火燒少林寺，馬寧兒更將至善禪師給殺死，接著熙官帶領大家前去投靠陳近南，豈料之前被打敗的馬寧兒又捲土重來殺死陳近南，逼熙官走投無路，幸賴之前的「蠟人張」即雞婆大師（豬哥亮飾）的幫助下，終於順利殺死馬寧兒，最後五祖各自安全回家，洪熙官也帶著兒子文定和紅豆一起展開旅程。

## 演员表
| 演員   | 角色                                 | 粵語配音 |
| ------ | ------------------------------------ | -------- |
| 李連杰 | 洪熙官                               | 朱子聰   |
| 謝苗   | 洪文定                               | 陸惠玲   |
| 邱淑貞 | 红豆                                 | 何錦華   |
| 葉德嫻 | 朱小倩（紅豆母親，暗器高手千手觀音） | 葉德嫻   |
| 劉松仁 | 陳近南（天地會總舵主）               | 劉松仁   |
| 陳松勇 | 馬佳善（大財主）                     | 張炳強   |
| 豬哥亮 | 雞婆大師（至善禪師師弟）             | 李治良   |
| 計春華 | 馬寧兒                               | 古明華   |
| 王晶   | 方世玉（客串，方大洪父親）           | 羅君左   |
|        | 胡德帝                               | 曾秀清   |
|        | 馬超興                               | 馮蔚衡   |
|        | 蔡德忠                               |          |
|        | 李式開                               |          |
|        | 方大洪                               | 黃鳳英   |
| 孫建魁 | 西域妖僧                             |          |

## 得獎紀錄
| 頒獎典禮             | 獎項         | 名字 | 結果 |
| -------------------- | ------------ | ---- | ---- |
| 第14屆香港電影金像獎 | 最佳動作指導 | 元奎 | 提名 |

## 外部連結
- 香港影庫上《洪熙官之少林五祖》的資料（繁體中文）
- 開眼電影網上《洪熙官之少林五祖》的資料（繁體中文）
- 豆瓣电影上《洪熙官之少林五祖》的資料 （简体中文）
- 时光网上《洪熙官之少林五祖》的資料（简体中文）
- AllMovie上《洪熙官之少林五祖》的资料（英文）
- 爛番茄上《洪熙官之少林五祖》的資料（英文）
- 互联网电影数据库（IMDb）上《洪熙官之少林五祖》的资料（英文）